# Deutsch-Maltesische Gesellschaft
Die Deutsch-Maltesische Gesellschaft (DMG) ist ein am 10. Juni 1991 gegründeter, eingetragener, gemeinnütziger Verein mit Sitz in Adenau. Die Gesellschaft ist überregional tätig und nach eigenen Angaben überparteilich und überkonfessionell. Sie beabsichtigt, die kulturellen, sozialen und gesellschaftlichen Beziehungen zwischen Deutschland und Malta zu fördern und mitzugestalten.

## Geschichte
Ende der 1980er Jahre hatten der damalige Botschafter der Republik Malta, Albert Friggieri, und der damalige Bürgermeister der Johanniterstadt Adenau, Bernd Schiffarth, die Idee, eine Deutsch-Maltesische Gesellschaft ins Leben zu rufen. Die DMG wurde im Juni 1991 auf Anregung des damaligen Botschafters der Republik Malta, Richard Lapira gegründet. Gründungspräsident war der damalige Stadtbürgermeister von Adenau, der dieses Amt 17 Jahre lang wahrgenommen hat. Seit 2008 ist Christian Launer, Köln, Präsident.

## Aufgaben
Die Gesellschaft verfolgt gemeinnützige Zwecke. Die Schwerpunkte der Arbeit im Sinne des Vereinszwecks sind:
- Die Förderung der deutsch-maltesischen Beziehungen.
- Der Förderung der Jugendarbeit, z. B. Unterstützung bei Klassen- und Studienfahrten.
- Die kulturellen, gesellschaftlichen und sozialen Beziehungen beider Länder auszubauen. Dazu dient u. a. die Unterstützung bei der Anbahnung von Städte- und Schulpartnerschaften.
- Europäische Aktivitäten im Interesse eines demokratischen und freien Europas unter besonderer Berücksichtigung der deutsch-maltesischen Freundschaft zu unterstützen.
- Organisation von Ausstellungen maltesischer Künstler in Deutschland.
- Besondere Hervorhebung der deutsch-maltesischen Beziehungen während multilateraler Treffen, z. B. beim jährlichen Europatag in Bonn.
- Förderung internationaler Beziehungen.

## Kooperation
Nach Vereinsangaben besteht ein intensiver Kontakt zu den Botschaften beider Staaten und maltesischen Konsulaten in Bremen, Düsseldorf, Frankfurt, Hamburg, Leipzig, München und Stuttgart, dem Malta-Zentrum in Bremen, zur Historischen Gesellschaft der Malteserstadt Heitersheim e. V., dem Fremdenverkehrsamt Malta in Frankfurt, dem German-Maltese Circle in Malta und der Freundschaftsgesellschaft Malta-Österreich. 

## Mitglieder
Die DMG hat zurzeit ca. 165 Mitglieder. Mitglied kann jede natürliche und juristische Person werden, die sich zu ihren Zielen bekennt. Die Mitglieder der Deutsch-Maltesischen Gesellschaft kommen überwiegend aus dem gesamten Bundesgebiet und aus Malta. Mitgliederreisen und Mitgliedertreffen bieten Gelegenheit zu Gedanken-, Informations- und Erfahrungsaustausch. 
Alle Inhaber von Vereinsämtern sind ehrenamtlich tätig. Das Präsidium wird ergänzt durch den Beirat, bestehend aus einem Johanniter- und einem Malteserritter sowie üblicherweise dem jeweils amtierenden maltesischen Botschafter.
Die DMG gibt viermal im Jahr einen Rundbrief heraus, der die Mitglieder über Projekte sowie über aktuelle Themen, Ereignisse und Termine „rund um Malta“ informiert. Er ist die eigentliche Plattform für die Darstellung der Aktivitäten der Gesellschaft.